# Krakus (pismo)
Krakus – konserwatywny tygodnik informacyjno-społeczny dla ludu wiejskiego wydawany w Krakowie w latach 1891–1895 przez Stanisława Tarnowskiego, jako „pismo poświęcone sprawom politycznym i społecznym oraz nauce, rozrywce umysłowej i szerzeniu wiadomości pożytecznych”. 
Przez pierwszy rok redaktorem naczelnym był Kazimierz Bartoszewicz, później księża M. Dziurzyński i W. Oprządek. Z pismem współpracowali pisarze ludowi tacy jak Ferdynand Kuraś i F. Marzec, a także folkloryści, np. Szymon Matusiak i Seweryn Udziela. Linia programowa Krakusa wymierzona była przeciw akcji ks. Stanisława Stojałowskiego. Publikowano w nim teksty społeczno-polityczne głoszące m.in. lojalność wobec Austrii, artykuły religijne, dotyczące gospodarstwa wiejskiego, a także literatury pięknej. Poza tym zamieszczano legendy i powiastki potępiające pijaństwo, kradzieże itp. Nakład wynosił 500-1500 egzemplarzy. Komplet „Krakusa” posiada w swych zbiorach Biblioteka Jagiellońska. W tygodniku w 1893 roku miał miejsce debiut literacki Ferdynanda Kurasia (Kuraś zadebiutował wierszem Na zgon Teofila Lenartowicza)